# Zigera lichenosa
Zigera lichenosa là một loài bướm đêm trong họ Noctuidae.